# Delta Nestou kai Limnοthalasses Keramotis - Eyruteri periοchi kai Paraktia Zoni
Delta Nestou kai Limnοthalasses Keramotis - Eyruteri periοchi kai Paraktia Zoni este o arie protejată (arie specială de conservare — SAC, sit de importanță comunitară — SCI) din Grecia întinsă pe o suprafață de 23.028,11 ha, integral pe uscat.

## Localizare
Centrul sitului Delta Nestou kai Limnοthalasses Keramotis - Eyruteri periοchi kai Paraktia Zoni este situat la coordonatele 40°55′06″N 24°45′30″E / 40.91843°N 24.758225°E.

## Înființare
Situl Delta Nestou kai Limnοthalasses Keramotis - Eyruteri periοchi kai Paraktia Zoni a fost declarat sit de importanță comunitară în august 1996 pentru a proteja 18 specii de animale. Situl a fost protejat și ca arie specială de conservare în martie 2011.

## Biodiversitate
Situată în ecoregiunile marină mediteraneană și mediteraneană, aria protejată conține 22 de habitate naturale: Bancuri de nisip acoperite în permanență slab de apă marină, Estuare, Terase mlăștinoase și terase nisipoase neacoperite de apă la reflux, Lagune de coastă, Recifuri, Vegetație anuală la limita mareei, Salicornia și alte specii anuale care populează regiunile mlăștinoase și nisipoase, Pășuni mediteraneene udate de apa mării (Juncetalia maritimi), Tufărișuri halofile mediteraneene și termo-atlantice (Sarcocornetea fruticosi), Dune mobile cu vegetație embrionară, Dune mobile de-a lungul țărmului cu Ammophila arenaria („dune albe”), Depresiuni intradunale umede, Dune cu Euphorbia terracina, Lacuri eutrofice naturale cu vegetație de tip Magnopotamion sau Hydrocharition, Iazuri temporare mediteraneene, Râuri mediteraneene cu debit permanent cu specii de Paspalo-Agrostidion și galerii riverane de Salix și de Populus alba, Pajiști uscate din regiunea submediteraneeană estică (Scorzoneratalia villosae), Pajiști umede mediteraneene cu ierburi înalte de Molinio-Holoschoenion, Păduri aluvionare cu Alnus glutinosa și Fraxinus excelsior (Alno-Padion, Alnion incanae, Salicion albae), Păduri mixte riverane de Quercus robur, Ulmus laevis și Ulmus minor, Fraxinus excelsior sau Fraxinus angustifolia, de-a lungul marilor râuri (Ulmenion minoris), Galerii de Salix alba și de Populus alba, Galerii și tufărișuri riverane sudice (Nerio-Tamaricetea și Securinegion tinctoriae).
La baza desemnării sitului se află mai multe specii protejate:
- amfibieni (2): izvoraș-cu-burta-galbenă (Bombina variegata), Triturus karelinii
- mamifere (3): vidră de râu (Lutra lutra), marsuin (Phocoena phocoena), delfin mare (Tursiops truncatus)
- nevertebrate (2): Lindenia tetraphylla, Ophiogomphus cecilia
- pești (5): Alosa fallax, Aphanius fasciatus, Barbus strumicae, Cobitis taenia Complex, boarță (Rhodeus amarus)
- reptile (6): șarpele cu patru dungi (Elaphe quatuorlineata), țestoasa de baltă (Emys orbicularis), Mauremys rivulata, Testudo graeca, țestoasă bănățeană (Testudo hermanni), elaphe situla (Zamenis situla)

Pe lângă speciile protejate, pe teritoriul sitului au mai fost identificate 1 specie de plante, 160 de specii de păsări, 9 specii de amfibieni, 17 specii de mamifere, 8 specii de nevertebrate, 6 specii de pești, 10 specii de reptile.